# 34-та добровольча гренадерська дивізія «Ландсторм Недерланд» (2-га голландська)
34-та Добровольча Гренадерська Дивізія СС «Ландсторм Недерланд» — голладнська гренадерська дивізія у складі військ Ваффен-СС, що брала участь у бойових діях під час Другої Світової Війни.

## Історія з'єднання
34-та добровольча гренадерська дивізія «Ландсторм Недерланд» веде свою історію з моменту формування 1-го гренадерського полку СС «Ландвахт Нідерланди» (нім. SS-Grenadier-Regiment 1 Landwacht Niederlande, що був створений з громадян окупованих Нідерландів та проходив службу в лавах Ваффен-СС з березня 1943 року.

## Командири дивізії
- Оберфюрер СС Мартін Кольрозер (2 листопада 1944 — 8 травня 1945)

## Райони бойових дій
- Нідерланди та Німеччина (березень 1943 — травень 1945).

## Склад дивізії
- 83-й Добровольчий Гренадерський Полк СС
- 84-й Добровольчий Гренадерський Полк СС
- 60-й Артилерійський Полк СС
- 60-та Рота зв'язку СС
- 60-та Санітарна Рота СС
- 60-й Протитанковий Батальйон СС
- 60-та Саперна Рота СС